# Lamothe-en-Blaisy
Lamothe-en-Blaisy foi uma antiga comuna francesa na região administrativa de Grande Leste, no departamento de Haute-Marne. Estendia-se por uma área de 10,21 km². Em 2010 a comuna tinha 78 habitantes (densidade: 7,6 hab./km²).
Em 1 de janeiro de 2017, passou a fazer parte da comuna de Colombey-les-Deux-Églises.